# Бродський Ізраїль Маркович
Бродський Ізраїль Маркович (1823 , Златопіль, Київська губернія  — 29 вересня (11 жовтня) 1888 , Київ ) — київський підприємець єврейського походження, засновник «цукрової імперії», меценат.

## Біографія
Народився 1823 року в містечку Златопіль (тепер частина Новомиргорода Кіровоградської області) в родині єврея Меїра Шора, який переїхав до Златополя з галицького містечка Броди (звідки й пішло нове прізвище родини). На новому місці Меїр Шор успішно одружився з дочкою златопільського багатія, зайнявся комерційною діяльністю й швидко розбагатів.
Після смерті Меїра Шора його син Ізраїль Бродський отримав у спадщину частину його капіталу — 40 тисяч карбованців.
1846 — у селі Лебедин (неподалік від Златополя) Ізраїль Бродський разом з поміщиком князем Петром Лопухіним заснували цукрорафінадний завод. 8 років вони керували заводом удвох, поки 1854 виробництво не перейшло у повну власність Бродського.
У 1855 році Ізраїль Бродський у Златополі заснував притулок для бідних людей похилого віку і пожертвував для нього маєток у Бобринецькому повіті у півтори тисячі десятин землі, який давав понад 3 тисячі рублів річного доходу.
Ізраїль Бродський також заснував цукровий завод в Одесі, взяв у довгострокову оренду Райгородський цукровий завод.
1860 року Ізраїль Бродський переїхав до Одеси зі своєю родиною — дружиною Хаєю, чотирма синами та трьома дочками.
У грудні 1865 Бродський подав прохання про зарахування його з одеських купців до київських [3].
У квітні 1870 року Ізраїль Бродський купив у Києві на Подолі млин, який став називатися його ім'ям — млин Бродського.
У 1873 році Ізраїль Бродський заснував Олександрівське товариство цукрових заводів - найбільший цукробуряковий трест в Російській імперії, до якого увійшло 7 заводів. Надалі трест поповнився ще чотирма заводами — Корюковським, Томашпільським, Махаринським та Воскресенківським — під керівництвом Бродського було вже 13 цукрових заводів — 10 цукрових та 3 рафінадних. На заводах працювало понад 10 тисяч людей. Заводи товариства виробляли свого часу від 15 до 25% всього вітчизняного рафінаду. До 1913 року, вже за спадкоємців Ізраїлю Марковича, основний капітал Олександрівського товариства становив нечувані на той час 20 млн руб.[4]
Ізраїль Бродський багато коштів витрачав на благодійність та будівництво.
У квітні 1870 Бродський придбав ділянку з млином у Києві на Подолі. Згодом це підприємство назвали «млином Бродського» (2 з 3 будівель зруйновані в 2005–2010).
1876 — Бродський переїхав у Київ, де розвинув доброчинну діяльність.
1885 — у новому тоді Лук'янівському районі він збудував єврейську лікарню на 100 ліжок, виділивши для цього 150 тис. крб. Цим будівництвом заклав основу нині чинної Київської обласної лікарні. До 1908 р. кількість ліжок у лікарні зросла до 200. Лікування тут було безкоштовним, як і ліки, що їх відпускали не лише стаціонарним, але й амбулаторним хворим.
Бродський виділив понад 40 тис. крб на будівництво, обладнання й утримання ремісничого училища, в якому сотні дітей із бідних єврейських сімей отримували фах.
Будучи членом багатьох християнських товариств та організацій, Бродський щороку виділяв сотні тисяч карбованців і на їхню діяльність.
Не обмежував свою діяльність комерцією та благодійністю. Багато сил і часу витратив на державні та громадські справи. За значні заслуги в справі розвитку економіки Бродський був відзначений рангом комерції радника. З цього приводу міністр фінансів Російської імперії М.Бунге писав: «Шановний пане Ізраїлю Марковичу! Государ Імператор за всепідданійшою доповідю моєю про корисну діяльність Вашу на терені вітчизняної торгівлі та промисловості всемилостиво зволив у 26 день цього лютого присвоїти Вам звання комерції радника. Вітаю Вас із такою монаршою милістю і прошу прийняти запевнення у найповнішій моїй пошані і відданості».
У некролозі, опублікованому 1 жовтня 1888 у газеті «Київське слово», писалося про Бродського: «Він безсумнівно забрав у могилу те бажання, щоб і діти його продовжували розпоряджатися залишеним їм багатством, як він розпоряджався, щоб вони йшли дорогою подяки його стопами, щоби вони зробили й здійснили щодо цього те, що він бажав зробити, але з цілком незалежних від нього причин не встиг здійснити. Одне слово, щоби вони виявилися гідними дітьми свого гідного батька».

## Родичі
- син Бродський Лазар Ізраїльович (1848—1904)
- син Бродський Лев Ізраїльович (1852—1923)